# Курземская дивизия
Курземская дивизия (латыш. Kurzemes kājnieku divīzija) — являлась боевым соединением Латвийской армии, одной из 4 дивизий сухопутных войск. В состав дивизии входили 1-й Лиепайский пехотный полк, 2-й Вентспилский пехотный полк, 3-й Елгавский пехотный полк и Курземский артиллерийский полк.

## Командиры
- полковник Янис Балодис
- полковник-лейтенант Янис Пуриньш
- полковник Кришс Кукис
- полковник Рудольф Бангерский
- генерал Андрей Крустиньш
- генерал Оскарс Данкерс
- генерал Херманис Букс